# Gyöngyösi Alexandra
Gyöngyösi Alexandra (Budapest, 1994. július 7. –) labdarúgó, hátvéd. Jelenleg az Astra Hungary FC labdarúgója.

## Pályafutása
2007-ben kezdte a labdarúgást a Ferencvárosban, ahol 2011 februárjáig játszott a korosztályos csapatokban. 2011 tavaszán az MTK játékosa volt. A bajnokságban nem mutatkozott be a felnőtt csapatban, de két Magyar Kupa-mérkőzésen a pályára lépett az első csapatban. A 2011–12-es idényre Szombathelyre, a Viktória csapatához szerződött. Az első idényben kétszer kezdőként, hatszor csereként szerepelt a csapatban a bajnokság során. A 2012–13-as idényben ősszel négyszer kezdőként, kétszer csereként játszott a csapatban, majd tavasszal az Astra Hungary FC csapatához szerződött.

## Sikerei, díjai
- Magyar bajnokság
  - 2.: 2011–12, 2012–13[1]
  - 3.: 2012–13[1]
- Magyar kupa
  - döntős: 2011,[2] 2012, 2013